# بخش اتواتر (شهرستان پورتیج، اوهایو)
بخش اتواتر (به انگلیسی: Atwater Township) یک منطقهٔ مسکونی در ایالات متحده آمریکا است که در شهرستان پورتیج، اوهایو واقع شده‌است.
 بخش اتواتر ۶۷٫۲ کیلومتر مربع مساحت و ۲٬۷۶۲ نفر جمعیت دارد و ۳۴۶ متر بالاتر از سطح دریا واقع شده‌است.